# オトロク (階級)
オトロクまたはパスィノク、デトスキー（ロシア語: Отрок、またはпасынок 、детский）は、中世ルーシの軍事的役職・階級の1つであるドルジーナのうちの下位層もしくは若年層を指す言葉である。日本語文献では下僕・下級従士・少年の従士団員などと訳され、西欧のペイジに類似する。ドルジーナの中で最も低い階級に位置した。
一般的に、ドルジーナの下位層は公（クニャージ）や貴族層（ボヤーレ）、あるいは上位のドルジーナの子弟から構成された。オトロクは、それら若年の者がその任につき、宮廷において低位の任務に就いた。ただし例外的に、上位層のドルジーナから構成される評議会にも招集されることがあった。成人のオトロクはグリヂ(ru)とも呼ばれた。また、一定の功績を挙げるか、クニャージの直営地においては、ドゥムツィ(ru)と同等の地位に昇格することができた。